# Cover Me (Lied)
Cover Me ist ein Rocksong von Bruce Springsteen aus dem Jahr 1984, der von ihm geschrieben und gemeinsam mit Steven Van Zandt, Jon Landau und Chuck Plotkin produziert wurde.

## Geschichte
Der Song beschreibt die Suche nach einem Liebhaber in einer rauen Welt.
Der Titel zählt zu den ersten aufgenommenen Songs des Albums Born in the U.S.A. und war das zweite Stück des Albums, welches als Single erschien.
Ursprünglich wollte Bruce Springsteen ihn an Donna Summer weitergeben, doch stattdessen gab er ihr den Song Protection, allerdings beschloss Springsteens Manager Jon Landau, dass das Lied in Richtung Hard Rock gehen sollte. Die Veröffentlichung fand am 31. Juli 1984 statt.

## Titelliste

### 7″ Single
1. Cover Me – 3:26
2. Jersey Girl (Tom Waits) (Live at the Meadowlands, 9. Juli 1981) – 6:40

### 12″ Single
1. Cover Me (Undercover Mix) – 6:09
2. Cover Me (Dub I) – 4:02
3. Cover Me (Radio Mix) – 3:46
4. Cover Me (Dub II) – 4:15

### CD Single (1988)
1. Cover Me – 3:26
2. Pink Cadillac – 3:33

## Coverversionen
- 1992: Arthur Baker
- 2003: Patti Scialfa